# Campo de Yeltes
El Campo de Yeltes es una subcomarca de la comarca de Ciudad Rodrigo, en la provincia de Salamanca, comunidad autónoma de Castilla y León, España. Sus límites no se corresponden con una división administrativa, sino con una demarcación histórico-tradicional.

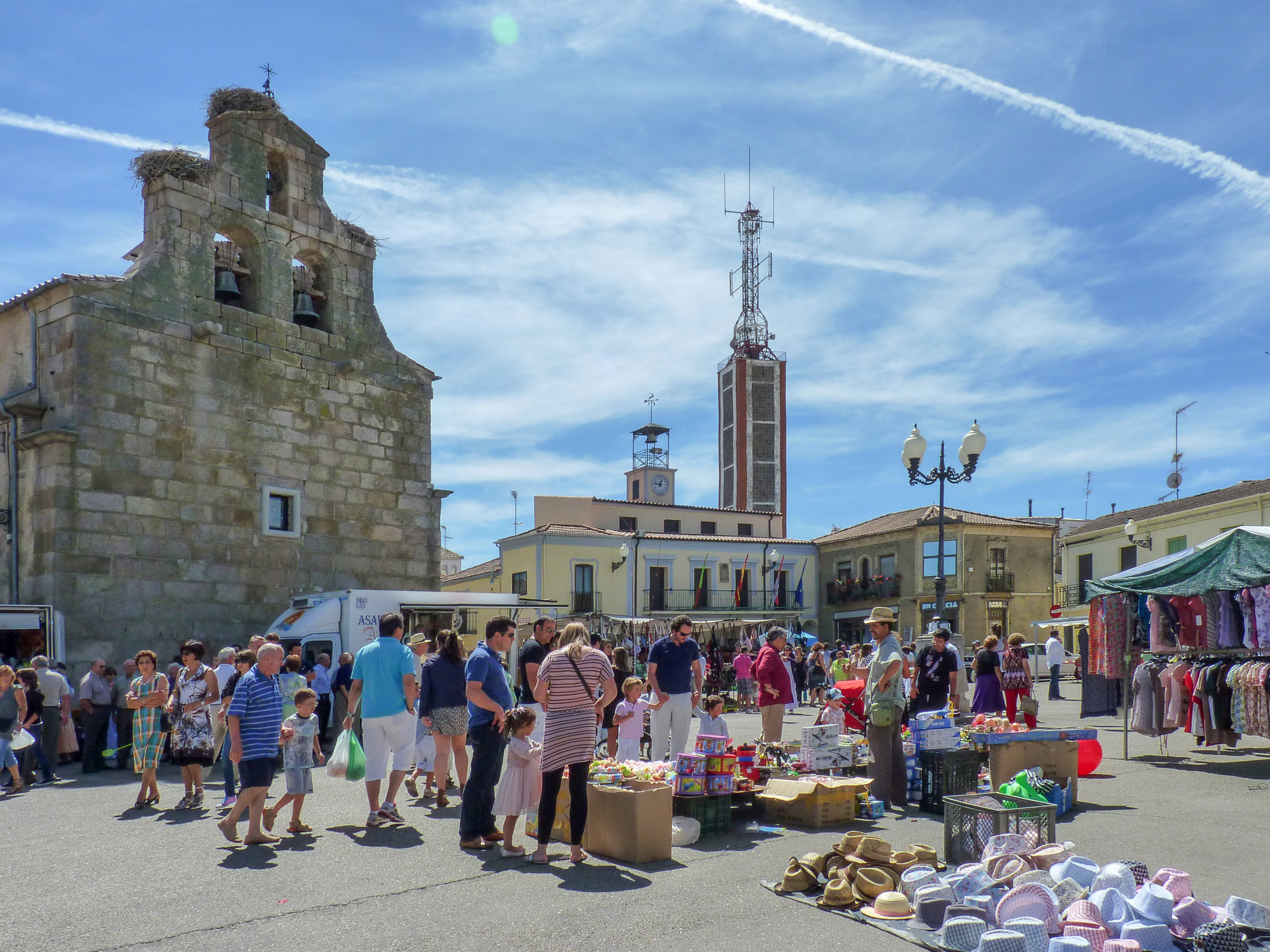
Mercadillo dominical en la plaza mayor de La Fuente de San Esteban

## Geografía
El Campo de Yeltes está situado en el centro oeste de la provincia de Salamanca, dentro de la comarca de Ciudad Rodrigo. Ocupa una superficie de 714,53 km² en los que el río Yeltes es el protagonista principal. Su paisaje es el propio del Campo Charro. Se caracteriza por las fincas llanas o ligeramente onduladas con encinas y pastos, en las que abundan las charcas y pequeños arroyos, un lugar idóneo para la ganadería.

### Demarcación
Comprende 15 municipios: Abusejo, Alba de Yeltes, Aldehuela de Yeltes, Boada, Cabrillas, Castraz, Dios le Guarde, La Fuente de San Esteban, Martín de Yeltes, Morasverdes, Puebla de Yeltes, Retortillo, Sancti-Spíritus, Sepulcro-Hilario y Tenebrón.
Su límite occidental es bastante impreciso. Los municipios de esta zona, Abusejo y Cabrillas sobre todo, aparecen como pertenecientes al Campo de Salamanca en algunas publicaciones. En el extremo opuesto, las localidades de Bocacara y Muñoz tienen una peculiaridad, la primera sí es yeltense aunque actualmente se integra en el término municipal de Ciudad Rodrigo (que tiene su propia comarca, La Socampana), la segunda, aunque hoy se integra en el término municipal de La Fuente de San Esteban, lo cierto es siempre ha formado parte del Campo de Salamanca.
Limita con El Abadengo y la Tierra de Vitigudino al norte, con el Campo de Salamanca al este, con la Sierra de Francia y el Campo de Agadones al sur, y con La Socampana y el Campo de Argañán al oeste.
| Noroeste: El Abadengo                  | Norte: Tierra de Vitigudino | Nordeste: Campo de Salamanca |
| Oeste: Campo de Argañán y La Socampana |                             | Este: Campo de Salamanca     |
| Suroeste: Los Agadones                 | Sur: Sierra de Francia      | Sureste: Sierra de Francia   |

## Demografía
| Gráfica de evolución demográfica de Campo de Yeltes entre 1900 y 2021                                                                                         |
| |
| Población de derecho (1900-1991) o población residente (2001, 2010) según los censos de población del INE Población según el padrón municipal de 2021 del INE |

La comarca del Campo de Yeltes al igual que la mayoría de las comarcas salmantinas, sufre un gran declive demográfico. En esta comarca hasta los años 50 casi todos sus municipios tenían entre 500 y 1400 habitantes siendo municipios de tamaño medio pero con una economía y una demografía prospera, teniendo un gran aumento demográfico entre los años 40 y 50. Pero desde el éxodo de los años 60 prácticamente todos sus municipios tienen menos de 300 habitantes y además tienen una tendencia negativa hasta ahora imparable.

## Historia

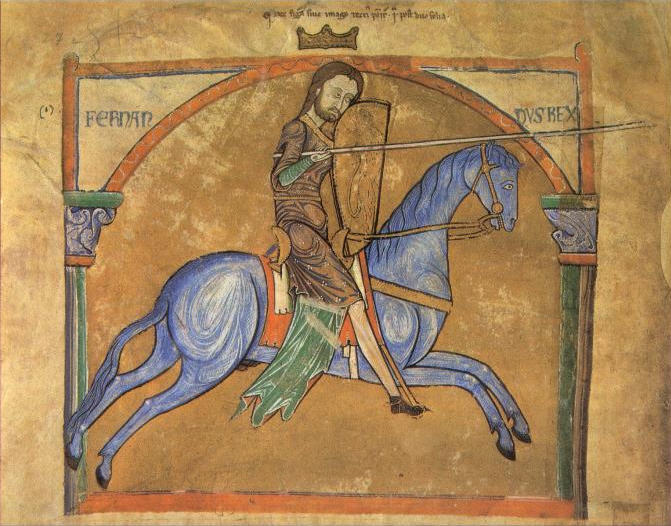
La creación del concejo y diócesis de Ciudad Rodrigo por Fernando II de León propició la creación del sexmo del Campo de Yeltes

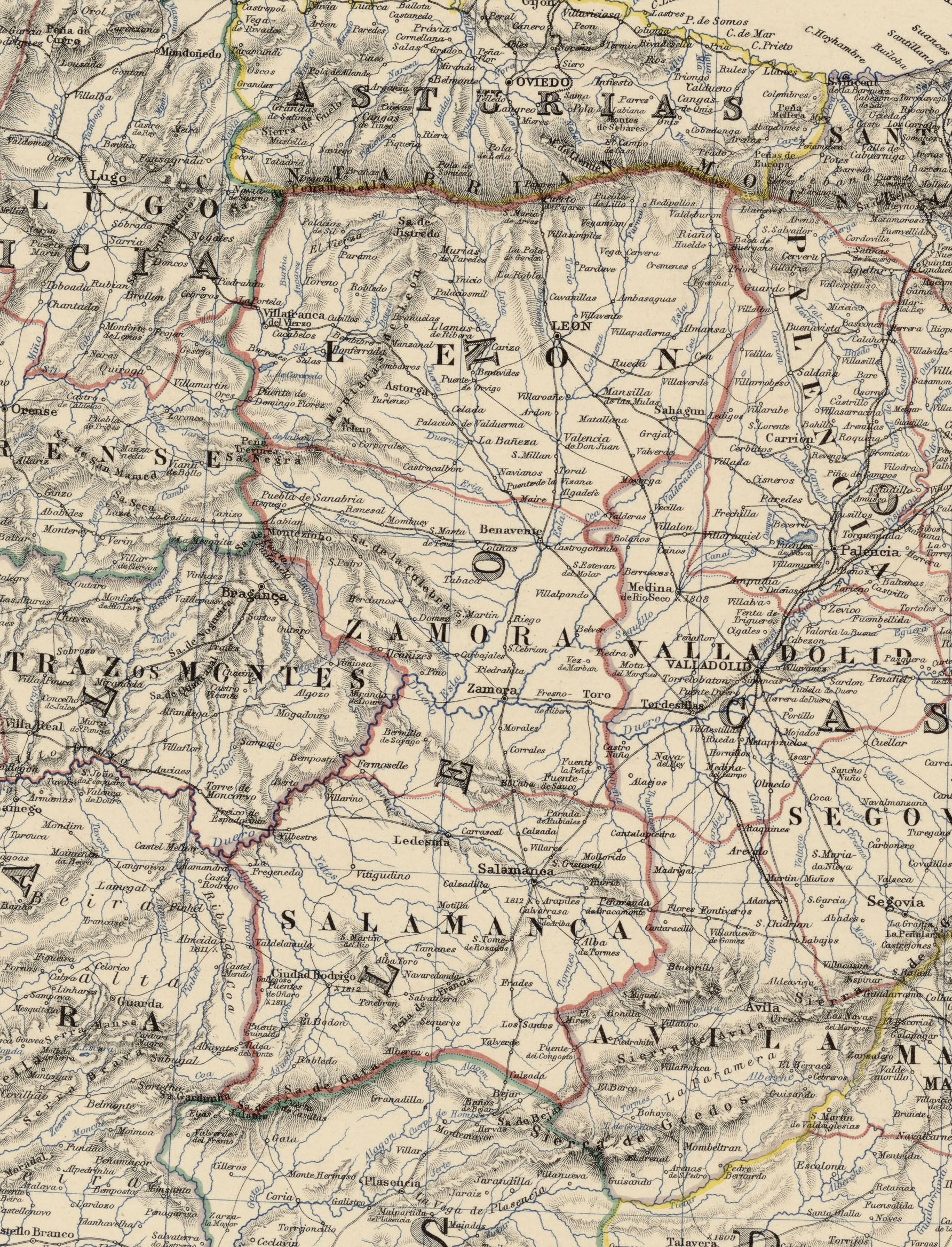
Detalle del mapa Spain & Portugal, realizado en 1864 por Keith Johnston, en el que se pueden observar Martín de Yeltes, Tenebrón o Alba de Yeltes

Los primeros rastros de presencia humana en la comarca se pueden rastrear en la Prehistoria, existiendo en Sancti-Spíritus el Abrigo de Camaces, un asentamiento neolítico declarado Bien de Interés Cultural en 1983. Asimismo, en el entorno del río Yeltes varios yacimientos también delatan la presencia humana, como los de El Lombo, Mesa Grande o El Basalito —todos en Castraz—, donde se han encontrado restos de industria achelense, mientras que en la ribera del Gavilanes se situaban los poblados tardorromanos o visigodos de Las Lastras y Fuenterroble, siendo el de Las Lastras de origen minero.
Posteriormente, ya en época romana, se atestiguan restos en Puebla de Yeltes, donde se conservan los restos de un antiguo puente romano que cruzaba el río Yeltes a su paso por el pueblo, cruzado por una antigua calzada romana.
No obstante, la fundación de la mayoría de las actuales localidades de la comarca se remonta a la repoblación efectuada por los reyes leoneses en la Edad Media.
En todo caso, la comarca en sí tuvo carta de naturaleza tras la creación del concejo de Ciudad Rodrigo por parte del rey Fernando II de León en el siglo XII, y la subsiguiente división en sexmos de la Tierra de Ciudad Rodrigo, uno de los cuales era el Campo de Yeltes. Esta histórica división administrativa agrupaba más o menos a los mismos pueblos a los que hoy se considera pertenecientes a la comarca del Campo de Yeltes, con la excepción destacada de El Maíllo, que por entonces sí era yeltense pero hoy en día se considera perteneciente a la Sierra de Francia tanto por geografía como por cultura y tradición.
Posteriormente, en la Baja Edad Media, cabe señalarse en la comarca la creación a finales del siglo XIV del Señorío de Cabrillas, siendo Pedro de Anaya el primer Señor de Cabrillas, mientras que en el siglo XVII, Alba de Yeltes se convirtió en cabeza de condado, al otorgar Felipe IV a Luis Nieto de Silva el título de conde de Alba de Yeltes.
A principios del siglo XIX, la Guerra de la Independencia dejó sentir sus efectos en la comarca, habiendo incendiado las tropas napoleónicas Sancti-Spíritus en su retirada, quemando totalmente la iglesia y el ayuntamiento con sus correspondientes archivos, hecho que motivó que sus habitantes huyesen a refugiarse a localidades vecinas.
Posteriormente, con la creación de las actuales provincias en 1833, la comarca del Campo de Yeltes quedó encuadrada en la provincia de Salamanca, dentro de la Región Leonesa.
En materia de comunicaciones cabe señalar la apertura en 1887 de la Línea La Fuente de San Esteban-Barca de Alba, que unía Salamanca con Oporto, y gracias a la cual La Fuente de San Esteban pasó a ser una importante estación, nudo ferroviario, durante casi un siglo hasta el cierre de dicha línea en 1985. No obstante, el ferrocarril también conllevó varias tragedias en la comarca, como el accidente de Muñoz, el 21 de diciembre de 1978, en el que fallecieron 32 personas y 56 resultaron heridas, mientras que el 9 de abril de 2004 tuvo lugar otra tragedia ferroviaria en Martín de Yeltes, que se saldó con el fallecimiento de seis jóvenes, resultando heridos de gravedad otros dos.